# Wilkanów (gromada)
Wilkanów – dawna gromada, czyli najmniejsza jednostka podziału terytorialnego Polskiej Rzeczypospolitej Ludowej w latach 1954–1972.
Gromady, z gromadzkimi radami narodowymi (GRN) jako organami władzy najniższego stopnia na wsi, funkcjonowały od reformy reorganizującej administrację wiejską przeprowadzonej jesienią 1954 do momentu ich zniesienia z dniem 1 stycznia 1973, tym samym wypierając organizację gminną w latach 1954–1972.
Gromadę Wilkanów z siedzibą GRN w Wilkanowie utworzono – jako jedną z 8759 gromad na obszarze Polski – w powiecie bystrzyckim w woj. wrocławskim, na mocy uchwały nr 11/54 WRN we Wrocławiu z dnia 2 października 1954. W skład jednostki weszły obszary dotychczasowych gromad Wilkanów, Międzygórze i Niedźwiedna ze zniesionej gminy Wilkanów w tymże powiecie. Dla gromady ustalono 18 członków gromadzkiej rady narodowej.
31 grudnia z gromady Wilkanów wyłączono wieś Niedźwiedna, włączając ją do miasta Bystrzycy Kłodzkiej  w tymże powiecie.
1 stycznia 1972 gromadę zniesiono, a jej obszar włączono do gromady Domaszków w tymże powiecie.